# 七五三村
七五三村（しめむら）はかつて岐阜県本巣郡に存在した村である。
現在の本巣市七五三（旧・糸貫町の一部）である。
地名は、大区小区制で、この地域が第七大区の第五小区であり、その三つの村が合併したことに由来する。

## 歴史
- 江戸時代末期、この地域は更屋敷村（天領）、小弾正村、中野村（旗本領）であった。
- 1875年（明治8年）1月 - 更屋敷村、小弾正村、中野村が合併し発足。
- 1889年（明治22年）7月1日 - 町村制により七五三村が発足。
- 1897年（明治30年）4月1日 - 屋井村、早野村と合併し土貴野村が発足。同日七五三村廃止。

## 学校
- 七五三尋常小学校　（現・本巣市立土貴野小学校）